# Auch junge Leoparden haben Flecken
Auch junge Leoparden haben Flecken ist ein 2022 im Ueberreuter Verlag erschienener Jugendroman von Andreas Brettschneider. Thema ist die Piraterie vor der Küste Somalias.

## Inhalt
Der Roman spielt im Jahr 2012 in Puntland, einer Region im Nordosten Somalias. Geedi lebt mit seiner Familie in Hafun. Als der ältere Bruder Aayan, der vor Jahren Pirat geworden ist, plötzlich wieder auftaucht, merkt Geedi, wie sehr ihm Aayan gefehlt hat. Außerdem ist er fasziniert von der Welt der Piraten. So verlässt er in der Nacht kurzerhand die Familie und schließt sich Aayans Männern an. Da Geedi einen Anschlag auf seinen Bruder verhindern kann, ist dieser damit einverstanden, dass Geedi bei ihnen bleibt, obwohl er noch so jung ist. Es zeigt sich, dass Geedi eine Bereicherung für die Piraten ist, denn er hat gute Ideen, wie man die Beutezüge besser organisieren kann. Außerdem hat Geedi Vorahnungen: Wenn er die Augen beinahe ganz schließt, kann er wichtige Dinge sehen, die den Piraten das eine oder andere Mal die Haut retten.
Doch Geedi plagt das schlechte Gewissen, dass er seine Schwester Amina bei der Familie zurückgelassen hat. Heimlich schickt er ihr eine Nachricht, in der er erklärt, wie sie ihn und die Piraten finden kann. Als sie im Lager auftaucht, ist Aayan außer sich. Es ist riskant gewesen, die Nachricht zu schicken, denn die verfeindete Piratengruppe um den grausamen Anführer Dayax könnte nun wissen, wo sich das Lager befindet. Während des folgenden Beutezuges bleibt Aayan darum mit einigen Männern im Lager, um mit Dayax über Frieden zu verhandeln. Geedi fährt mit den anderen Männern hinaus und macht reiche Beute. Als er in das neue Lager zurückkehrt, gibt es keine Spur von Aayan oder Amina. Salman, Aayans rechte Hand, macht sich auf den Weg, um nach ihnen zu sehen. Als er zurückkehrt, erklärt er, dass Aayan beim Überfall durch Dayax getötet wurde. Schwer verletzt hat er ihn gefunden, doch er hat ihm letzte Anweisungen mitgegeben: Dayax hat Amina entführt. Daher soll Geedi gemeinsam mit Salman die Gruppe anführen, Amina retten und dann die Männer ausbezahlen, denn ihre Zeit als Piraten ist vorbei. Es gelingt Geedi und den Männern, Amina zu befreien und die Beute aufzuteilen. Die Männer akzeptieren Aayans letzten Willen jedoch nicht – sie möchten weiter Piraten sein. Mit der ausbezahlten Beute gründen sie eine neue Gruppe. Geedi und Amina beschließen jedoch, mit ihrem Anteil eine Insel zu suchen, die Geedi in einer Vorahnung schon einmal gesehen hat, um dort erst einmal unterzutauchen. Nach langer Suche sehen sie Land am Horizont.

## Rezeption
Der Roman wurde von der Presse durchweg positiv aufgenommen.
Holger Moos schrieb in der Süddeutschen Zeitung: „Andreas Brettschneider nimmt seine Leser:innen mit auf eine Abenteuerreise, die das brutale Leben heutiger Piraten beschreibt. [...] Ein beeindruckender Roman über das Wohlstandsgefälle in der Welt - und die für die Betroffenen unmittelbaren Folgen.“ (29. Juli 2022)
Christiane Peitz erklärte im Tagesspiegel, dass es Andreas Brettschneider gelingt, „ein aufregendes, action- und konfliktreiches, aber auch stimmungsintensives Abenteuer zu erzählen, ohne die Piraterie zu verharmlosen. In Lebensgefahr schweben, auch geliebte Menschen wie die kleine Schwester in Gefahr bringen. Schießen lernen, auf Schiffe wie auf Menschen. Opfer sein und Täter, erleben müssen, wie Menschen sterben – all das spart der Roman nicht aus. Er schaut genau hin, überfordert junge Leser jedoch nicht. Ob es den Horizont zu erkunden gilt, die eigenen Träume oder die Angst in den Knochen, es geschieht auf Augenhöhe mit Geedi. Mit einem Kind, das kein Kind sein darf.“ (19. Mai 2022)
Im Falter kritisiert Kirstin Breitenfellner zwar: „Die Dialoge klingen bisweilen ein bisschen zu europäisch“, gesteht aber auch ein, „dem Autor gelingt hier eine Sozialreportage als Abenteuerroman, der einen in eine raue Welt entführt.“ (01/2022)

## Auszeichnungen
- 2022: 2. Platz Oldenburger Kinder- und Jugendbuchpreis